# Mirditë
Mirditë is een stad (bashki) met  22.000 inwoners en een oppervlakte van 870 km². Het ligt in het noorden van het land in de prefectuur Lezhë.

## Bestuurlijke indeling
Administratieve componenten (njësitë administrative përbërëse) na de gemeentelijke herinrichting van 2015 (inwoners tijdens de census 2011 tussen haakjes):
Fan (2977) • Kaçinar (1016) • Kthellë (2209) • Orosh (1899) • Rrëshen (8803) • Rubik (4454) • Selitë (745).
De stad wordt verder ingedeeld in 70 plaatsen: Bardhaj, Bisakë, Blinisht, Bukmirë, Bulger, Bulshizë, Dardhëz, Domgjon, Fan, Fang, Fierzë, Fushë-Lumth, Gëziq, Gjakëz, Grykë Orosh, Hebe, Jezull, Katund i Vjetër, Katundi i Ri, Klos, Kodër Rrëshen, Konaj, Kthellë e Sipërme, Kullaxhi, Kulmë, Kumbull, Kurbnesh, Kurbnesh-fshat, Lëkundë, Livadhëz, Lufaj, Lurth, Malaj Epërm, Malaj, Mashtërkor, Mërkurth, Munaz, Munellë, Ndërfan, Ndërfushas, Perlat i Sipërm, Perlat Qendër, Petoq, Prosek, Pshqesh, Rasfik, Reps, Rreja e Velës, Rreja e Zezë, Rrëshen, Rrethi i Sipërm, Rrushkull, Rubik, Sang, Shebe, Shëmri, Shëngjin, Sheshaj, Shtrezë, Shtrungaj, Tarazh, Tenë, Tharr, Thirrë, Trojë, Ujë, Vau Shkezë, Xhuxhë, Zajs, Zall-Xhuxhë.

## Bevolking
In de periode 1995-2001 had het district een vruchtbaarheidscijfer van 2,67 kinderen per vrouw, hetgeen hoger was dan het nationale gemiddelde van 2,47 kinderen per vrouw.
Belsh · Berat · Bulqizë · Cërrik · Delvinë · Devoll · Dibër · Dimal · Divjakë · Dropull · Durrës · Elbasan · Fier · Finiq · Fushë-Arrëz · Gjirokastër · Gramsh · Has · Himarë · Kamëz · Kavajë · Këlcyrë · Klos · Kolonjë · Konispol · Korçë · Krujë · Kuçovë  · Kukës · Kurbin · Lezhë · Libohovë · Librazhd · Lushnjë · Malësi e Madhe · Maliq · Mallakastër · Mat · Memaliaj · Mirditë · Patos · Peqin  · Përmet · Pogradec · Poliçan · Prrenjas · Pukë · Pustec · Roskovec · Rrogozhinë · Sarandë · Selenicë · Shijak · Shkodër · Skrapar · Tepelenë · Tirana · Tropojë · Vau i Dejës · Vlorë · Vorë

Deelgemeenten · Gemeenten · Prefecturen